# Головня, Леонид Евгеньевич
Леонид Евгеньевич Головня (18 июля 1939, Москва — 28 августа 2012, Мадрид) — советский кинорежиссёр и сценарист.

## Биография
Леонид Головня родился 18 июля 1939 года в Москве.
Ещё учась на географическом факультете МГУ имени М. В. Ломоносова, в 1960 году Леонид идёт работать на киностудию «Мосфильм» механиком по обслуживанию съемочной техники. В 1961 году, окончив МГУ, он пробует себя в роли режиссёра на любительской киностудии Центрального Дома культуры профтехобразования.
В 1966 году оканчивает режиссёрский факультет ВГИКа (мастерская Ефима Дзигана) и становится режиссёром «Мосфильма».
Режиссёр работал в испанской столице над новым проектом, основанный на его собственном романе «Запах лимона», написанном в 2007 году.

## Семья
Был женат несколько раз.
Первая жена: сценаристка Татьяна Головня (до замужества Гофман; впоследствии уехала на постоянное жительство в США)
Вторая жена — актриса Галина Яцкина (женаты в 1972—1976 годах).
- Сын —  Василий Яцкин (родился в 1972 году).

Последняя жена: испанка, по-русски не говорила. Несколько лет они жили отдельно, потом опять сошлись.

## Фильмография
- 1966 год — Одни (короткометражный) — режиссёр, сценарист
- 1969 год — Эхо далёких снегов — режиссёр
- 1971 год — Конец Любавиных — режиссёр, сценарист
- 1975 год — Матерь человеческая — режиссёр, сценарист
- 1980 год — Вишневый омут — режиссёр, сценарист